# 中島康孝
中島 康孝（なかじま やすたか、1978年3月19日 - 2004年3月28日）は日本の競艇選手。

## 経歴
愛知県豊橋市出身。1999年にデビュー。
2004年3月28日、尼崎競艇場第5レースに第2艇で出走、午後0時35分頃に1周第2ターン旋回時に他艇と接触してコースを外れ、艇から投げ出され消波装置の金具に背中から激突、観客も救助に関わり、ピットへ運んだ際には意識不明の状態で、兵庫県西宮市の兵庫医科大学病院に搬送されたが、同日午後3時44分に脊椎骨折、大動脈破裂、脳幹損傷（脳浮腫）のため死亡、26歳。尼崎競艇場での死亡事故は1952年の開場以来、初。中島は同年8月からは初めてのA級昇格も期待されていた中の事故死であった。
通算871戦102勝、優出4回。